# Vuelo 6780 de Loganair
El Vuelo 6780 de Loganair fue un vuelo de la compañía Loganair de Aberdeen a Shetland, que fue alcanzado por un rayo durante la aproximación al Aeropuerto de Sumburgh. El avión cayó en picada pero los pilotos pudieron retomar el control a segundos del impacto contra el Mar del Norte. El vuelo se desvió de emergencia a Aberdeen.
Los datos registrados mostraron que el piloto automático permaneció activado después del rayo, contrariamente a lo que los pilotos habían creído, y las entradas de cabeceo de nariz hacia arriba a los controles de vuelo realizadas por los pilotos fueron contrarrestadas por la función de ajuste de inclinación del piloto automático, que hizo que la entradas para recuperar la altitud seleccionada de 2,000 pies (610 m).
En respuesta al accidente, la Rama de Investigación de Accidentes Aéreos (AAIB) emitió cinco recomendaciones de seguridad con respecto a cambios en el sistema de piloto automático.
El avión era un Saab 2000 registrado como G-LGNO.

## Vuelo

### Despegue
No se informaron anomalías en la aeronave antes del despegue. El tiempo en Aberdeen era bueno, pero el pronóstico para Sumburgh pidió tormentas con lluvia, nieve, granizo y vientos de hasta 60 nudos (110 km / h).
Los dos pilotos completaron una rotación sin incidentes de Aberdeen a Sumburgh y viceversa, luego se prepararon para la segunda rotación con el capitán como piloto al mando . Se tardó aproximadamente una hora en llegar a Sumburgh, requiriendo 1.826 kilogramos de combustible. Para aprovechar el precio más bajo del combustible en Aberdeen, los pilotos llenaron los tanques y la carga real de combustible fue de 3.000 kilogramos.

### Aproximación
El vuelo 6780 fue vectorizado para una aproximación del sistema de aterrizaje por instrumentos (ILS) a la pista 27 en el aeropuerto de Sumburgh. La aeronave descendió a 2.000 pies (610 m) y capturó el localizador 9 millas náuticas al este del aeropuerto. Durante la aproximación, el capitán decidió dar la vuelta debido a una fuerte tormenta que se mostraba en el radar meteorológico. Cuando la aeronave giró hacia el sur, fue alcanzada por un rayo , que entró en la estructura del avión en la cúpula directamente en frente de la cabina y salió por el escape de la unidad de potencia auxiliar (APU) en la cola. Un rayo esférico apareció brevemente en la cabina justo antes del ataque. El capitán, en medio de una comunicación por radio, detuvo su transmisión e inmediatamente tomó el control de la aeronave, donde comenzó a realizar entradas de cabeceo en los controles de vuelo. Durante este tiempo, la copiloto declaró un mayday y el controlador de tránsito aéreo ofreció todas las opciones a la tripulación para una aproximación o desvío.
Aunque la aeronave comenzó a ascender, el capitán sintió que sus crecientes esfuerzos en los controles de vuelo no parecían tener el efecto deseado. La copiloto también aplicó entradas de morro hacia arriba, pero también percibió que la aeronave no respondía como se esperaba. La pantalla de vuelo principal (PFD) mostraba advertencias de errores de ajuste de cabeceo y balanceo. El capitán le ordenó a la copiloto que activara el interruptor de compensación de emergencia del ascensor, pero el sistema no detectó ninguna anomalía, por lo que la función de compensación de emergencia no se activó cuando se encendió el interruptor.
El vuelo 6780 ascendió a alrededor de 4.000 pies (1.200 m) cuando la actitud se volvió de morro hacia abajo y la aeronave comenzó a descender. La aeronave comenzó a hundirse a una velocidad máxima de descenso de 9,500 pies (2,900 m) por minuto, tiempo durante el cual los datos inválidos de una de las computadoras de datos aéreos (ADC) hicieron que el piloto automático se desconectara mientras el ajuste de cabeceo estaba casi completamente hacia abajo . El ángulo de cabeceo alcanzó 19 ° morro abajo y la velocidad alcanzó 330 nudos (610 km / h), 80 nudos (150 km / h) por encima del V MO . Durante este tiempo, el controlador continuó informando ocasionalmente a los pilotos sobre su altitud.
Los pilotos mantuvieron las entradas de cabeceo de nariz hacia arriba y la aeronave comenzó a cabecear. El sistema de advertencia de proximidad al suelo (EGPWS) generó alarmas de "Sink Rate" y "Pull Up" cerca de la altura mínima alcanzada de 1,100 pies (340 m). El capitán aplicó toda la potencia y la aeronave comenzó a ascender. El vuelo 6780 continuó ascendiendo hasta los 7.300 m (24.000 pies) y se desvió al aeropuerto de Aberdeen, donde aterrizó de forma segura.

## Aeronave y tripulación
La aeronave involucrada es un Saab 2000 , registrado G-LGN, que realizó su primer vuelo en marzo de 1995. Estaba propulsado por dos motores turbohélice Rolls-Royce AE 2100A y tenía 26 672 horas de vuelo al momento del incidente. El Saab 2000 es un avión turbohélice bimotor diseñado para transportar hasta 53 pasajeros. Fue certificado en 1994 y la producción cesó en 1999, después de la construcción de 63 aeronaves.
El capitán de 42 años de edad ha sido empleado de la aerolínea desde 2005. Tiene 5.780 horas de vuelo, incluidas 143 en Saab 2000. Antes de volar este tipo de aeronave, voló varios Saab 340 y obtuvo su habilitación para volar aviones Saab 2000 en agosto de 2014.
La copiloto, de 35 años, fue empleada de la empresa desde principios de 2014. Tiene 1.054 horas de vuelo, incluidas 260 en Saab 2000 Obtuvo su habilitación para volar el avión en mayo de 2014.
La aerolínea Loganair fue una franquicia de Flybe, hasta septiembre de 2017, año en el que se independizó. En el momento del incidente, por lo tanto, operaba con la librea de Flybe y sus colores blanco y azul.

## Investigación

### Datos preliminares
Tras los hechos, la Subdirección de Investigación de Accidentes Aéreos (AAIB), organismo británico responsable de la investigación de accidentes aéreos en el Reino Unido, abrió una investigación sobre el incidente.
Primero, se llevó a cabo una inspección detallada de la aeronave. Algunas pequeñas marcas de hollín con daños en la superficie de la cúpula y un ligero daño por calor en el interior estaban presentes, pero sin agujeros. El escape de la A-P-U fue dañado por secciones de metal fundido, pero no se reveló ningún otro daño. Las pruebas e inspecciones del sistema de control de los elevadores y el sistema de piloto automático no revelaron ninguna anomalía.
El examen de programas de información meteorológica reveló que la aeronave sufrió un impacto de rayo "lightning", que fue detectado y registrado justo en la posición de la aeronave por el Servicio Meteorológico Nacional Británico.

### Comportamiento del piloto
Inmediatamente después del impacto del rayo, los pilotos realizaron entradas con el morro hacia arriba en los controles de vuelo para continuar con la maniobra de motor y al aire, lo que junto con pequeños aumentos en la potencia del motor hizo que la aeronave ascendiera. Por otro lado, el piloto automático comenzó a mover el ajuste de cabeceo a la posición de morro hacia abajo para mantener la altitud seleccionada de 2000 pies (610 m), lo que requería que los pilotos tiraran de la columna de control con una fuerza de 24 libras (11 kg) . Durante dos minutos y medio después del impacto del rayo, los pilotos y el piloto automático continuaron realizando entradas contradictorias. El avión continuó ascendiendo en etapas hasta 4.000 pies (1.200 m). 
Para mantener la altitud, los pilotos tiraban de la columna de control completamente hacia atrás con una fuerza de 80 libras (36 kg). El vuelo 6780 se mantuvo a 4000 pies (1200 m) durante unos 10 segundos, pero el morro descendió gradualmente a medida que el piloto automático continuaba moviendo el ajuste de cabeceo a la posición de morro hacia abajo (el ajuste de cabeceo tenía más autoridad de profundidad que la columna de control a altas velocidades).

### Descenso descontrolado
Finalmente, el ajuste de cabeceo se detuvo cerca de los 9° (de un máximo de 10°) y el vuelo 6780 comenzó a descender a una velocidad de 1500 pies por minuto. La aeronave continuó descendiendo y acelerando a medida que la potencia del motor se reducía gradualmente y se movía al ralentí de vuelo. Seis segundos después, el piloto automático se desconectó cuando el vuelo 6780 pasaba a 3600 pies (1100 m) a una velocidad de descenso de 4250 pies (1300 m) por minuto y aumentando. Cuando el piloto automático se desconectó, dejó la aeronave con un ajuste de cabeceo que estaba casi completamente con el morro hacia abajo y eso hizo que la columna de control fuera ineficaz. Así, la aeronave continuó su descenso. Los pilotos mantuvieron las entradas de cabeceo con el morro hacia arriba y aplicaron toda la potencia, y la aeronave comenzó a cabecear justo cuando el EGPWS emitía una alarma de "ÍNDICE DE DESCENSO". Esto fue seguido por una alarma "PULL UP (Terreno!!, Terreno!!, Ascienda!!, Ascienda!!)" cuando la aeronave alcanzó su tasa máxima de descenso de 9500 pies (2900 m) por minuto a 1600 pies (490 m). [3] : 27  Los pilotos lograron recuperar la aeronave 7 segundos antes de tocar el mar.

### Comportamiento del piloto automático
El piloto automático detectó que la aeronave estaba ascendiendo por encima de la altitud seleccionada de 2000 pies (610 m) y comenzó a aplicar un ajuste de morro hacia abajo para recuperar esa altitud. Incluso si el capitán tiraba de la columna de control con demasiada fuerza y accionaba el interruptor de compensación de cabeceo, el piloto automático estaba diseñado para no desconectarse. El comandante sintió que la fuerza requerida en la columna de control era más alta de lo habitual, debido a que el piloto automático se oponía a sus entradas. Es posible que haya atribuido erróneamente esto a un mal funcionamiento del control de vuelo causado por el rayo.  
El análisis del Registrador de datos de vuelo (FDR) reveló que una de las computadoras de control de vuelo (FCC) no recibió datos o recibió datos no válidos del ADC durante al menos 99 milisegundos. Esto desconectó el piloto automático a las 19:13. El ADC no se retiró para una mayor investigación porque no se observó ningún mal funcionamiento del ADC después del accidente.

## Conclusión y Causa
En septiembre de 2016, la AAIB emitió su informe final, indicando: 
 Las acciones del comandante después del impacto del rayo fueron realizar entradas manuales en los controles de vuelo, lo que parece haber sido instintivo y puede haberse basado en su suposición de que el piloto automático se desconectaría cuando cayera el rayo. Sin embargo, el piloto automático no se desconectó e intentaba mantener una altitud objetivo de 2000 pies sobre el nivel del mar ajustando el morro hacia abajo mientras el comandante realizaba entradas de cabeceo con el morro hacia arriba. Las fuerzas de control que sintió el comandante fueron más altas de lo normal porque el piloto automático se oponía a sus entradas y puede haber atribuido esto a un mal funcionamiento del control de vuelo causado por el rayo. No recordaba haber visto ni oído ninguna de las advertencias sonoras o visuales que indicaban que el piloto automático aún estaba activado. Este fue probablemente el resultado de la tunelización cognitiva.
Además, el informe decía:  
 El comandante aplicó y mantuvo la entrada completa de la columna de control de popa (elevador de morro hacia arriba); sin embargo, la autoridad de ajuste del elevador con el morro hacia abajo del piloto automático superó la autoridad del comandante con el elevador y el morro hacia arriba y la aeronave se inclinó con el morro hacia abajo y descendió, alcanzando una velocidad máxima de descenso de 9500 pies/min. Luego, el piloto automático se desconectó debido a una falla del ADC y esto permitió que las entradas de ajuste de cabeceo con el morro hacia arriba del comandante se hicieran efectivas. La aeronave comenzó a cabecear justo antes de alcanzar una altura mínima de 1.100 pies sobre el nivel del mar.
De los 22 tipos de aviones encuestados, solo el Saab 2000 todavía tenía un piloto automático con los siguientes tres atributos: 
- Aplicar una fuerza de anulación a la columna moverá el elevador pero no hará que el piloto automático se desactive.

- El piloto automático puede compensar en la dirección opuesta a la entrada de la columna de control aplicada por el piloto.

- Presionar los interruptores principales de compensación de cabeceo no tiene ningún efecto y no hará que el piloto automático se desactive.

Anteriormente, los pilotos automáticos del Airbus A300, Fokker 70 y Fokker 100 tenían características similares, pero, a raíz de múltiples accidentes e incidentes graves, se rediseñó el piloto automático. Además, el Saab 340 tenía las mismas características que el Saab 2000 en el sentido de que el piloto automático no se desactivaba incluso si el piloto operaba la columna de control, pero estaba diseñado para desactivarse cuando el piloto operaba el ajuste de cabeceo. 
La AAIB también concluyó que la mayor autoridad del ajuste de cabeceo que la columna de control durante el vuelo a alta velocidad contribuyó al accidente. Incluso cuando la columna de control se llevó al límite, los pilotos no pudieron evitar que la nariz cayera. El piloto automático se diseñó para desconectarse automáticamente cuando el cabeceo o el alabeo superan un determinado ángulo, pero no para evitar el exceso de velocidad, incluso si la velocidad supera el VMO (durante el incidente, el piloto automático continuó recortando el morro hacia abajo aunque el VMO había sido excedida).

## Los sobrevivientes
Shona Manson, una de las pasajeras del vuelo 6780 manifestó: "No me asusta volar, pero fue muy, muy accidentado. Si se tratara de alguien que le teme volar, sería su peor pesadilla". También relató que después del aterrizaje, el capitán salió de la cabina, luciendo un poco agitado, para hablar con los pasajeros señalando que el incidente pudo haber sido mucho peor.

## Filmografía
El accidente apareció en el primer episodio de la temporada 21 de Mayday: catástrofes aéreas, en el episodio "North Sea Nightmare" y en español como "Pesadilla del Mar del Norte". También fue presentado en el programa Mayday: Informe Especial titulado "Entrenado para fallar".